# Kane & Lynch: Dead Men
Kane & Lynch: Dead Men é um jogo eletrônico cooperativo de tiro em terceira pessoa desenvolvido pela IO Interactive e publicado pela Eidos Interactive para o Xbox 360, PlayStation 3 e a plataforma de jogos Games for Windows. Foi confirmado que o estúdio de filmes Lionsgate comprou os direitos para uma adaptação cinematográfica.
O jogo é considerado como uma sequência espiritual do último jogo da IO, Freedom Fighters, devido a muitas similaridades no estilo de controle, recrutamento e gerenciamento do esquadrão do jogador, jogabilidade geral, e uso de seu motor de jogo. Vendeu mais de 1,7 milhões de cópias até 23 de abril de 2009.